# Шомбозеро
Шомбозеро — озеро на территории Юшкозерского сельского поселения Калевальского района Республики Карелии.

## Общие сведения
Площадь озера — 21,1 км², площадь водосборного бассейна — 493 км². Располагается на высоте 115,9 метров над уровнем моря.
Форма озера продолговатая: оно вытянуто с северо-запада на юго-восток. Берега изрезанные, каменисто-песчаные, преимущественно заболоченные.
В Шомбозеро впадают несколько небольших рек. Наиболее крупные из них: Шуо и Очакка. Река Шуо протекает через озеро Большое Шуоярви, в которое впадает река Сювяоя.
Через Шомбозеро протекает река Шомба, впадающая в реку Кемь.
В озере около двух десятков островов различной площади, однако их количество может варьироваться в зависимости от уровня воды. Наибольшие из них: Суришари, Ламашари, Капусташари, Каннушари, Кайташари.
Код объекта в государственном водном реестре — 02020001011102000006127.